# Ernesto Santos
Ernesto Santos Fernández (Temuco, 2 de junio de 1916-Santiago, 22 de julio de 2005) fue un jinete chileno de rodeo, que tuvo el honor de ser el campeón del Primer Campeonato Nacional de Chile en 1949 junto a José Gutiérrez.

## Biografía
Nació en Temuco el 2 de junio de 1916, en el seno de una familia conformada por nueve hermanos. Su padre fue Honorindo Santos y su madre Gregoria Fernández.
Corrió por muchos años junto a sus hermanos, también junto a José Gutiérrez. En 1947 fueron segundos en el rodeo de Rancagua junto a su hermano Tito. En la temporada siguiente, la Asociación de Criadores de Caballos cogiendo la solicitud formulada por los comités organizadores de rodeo del centro del país, acordó por unanimidad realizar año a año, a contar de 1949, lo que se llamaría el Champion de los Champions de Chile, y que se llevaría a cabo por primera vez en Rancagua coincidiendo con el rodeo de otoño de esa ciudad. El día 1º del mes de sería la exposición de caballos, y el 2, 3 y 4 de abril el Rodeo de Rancagua, finalizando en la tarde del día lunes 4, con el Champion de los Champions de Chile. Se publicaron avisos en los diarios, ofreciendo un premio de $20.000.- a los ganadores del rodeo de Rancagua y de $50.000.- a los ganadores de los Champions de Chile, exigiendo como único requisito haber obtenido un primer, segundo o tercer lugar en un Champion de un rodeo oficial de la temporada 1948-1949, debiendo, los corredores, ser inscritos por las correspondientes comisiones organizadoras de los rodeos oficiales. Ya en la primera semana de marzo de 1949, se habían inscrito más de 50 colleras ganadoras de distintos rodeos en el país.
En un principio Ernesto Santos no quería participar del campeonato porque no quería volver a Rancagua. Finalmente aceptó acompañar a José Gutiérrez y le fue muy bien ya que logró el campeonato.
Después de lograr el título siguió corriendo pero no logró otro título nacional, sin embargo ganó muchos rodeos más, sobre todo en su natal Temuco.
Era casado con la Señora Ruth Acevedo de Santos y tenía un hijastro, Rodrigo Martínez de Pinillos Acevedo.

### Su fallecimiento
A los 89 años de edad dejó de existir el 22 de julio de 2005 a las 5:30 de la madrugada el primer campeón nacional, quien se encontraba internado en la posta central, afectado por una neumonitis bilateral complicada.
Sus restos fueron velados en el salón de honor "Ernesto Santos Fernández" del Club de Huasos "Gil Letelier".

## Campeonatos nacionales
| Año  | Collera        | Caballos              | Puntaje | Asociación |
| ---- | -------------- | --------------------- | ------- | ---------- |
| 1949 | José Gutiérrez | "Vanidosa" y "Bototo" | 15      | Temuco     |